# Liste der Stolpersteine in Mirow
Die Liste der Stolpersteine in Mirow enthält alle Stolpersteine, die im Rahmen des gleichnamigen Projekts von Gunter Demnig in Mirow verlegt wurden. Mit ihnen soll Opfern des Nationalsozialismus gedacht werden, die in Mirow lebten und wirkten. Bisher wurden am 21. März 2018 drei Stolpersteine verlegt. (Stand 2018)

## Verlegte Stolpersteine
| Bild | Person, Inschrift                                                  | Adresse         | Verlegedatum  | Anmerkung |
| ---- | ------------------------------------------------------------------ | --------------- | ------------- | --- |
|      | Hier wohnte Ruth Rosenberg Jg. 1922 Flucht 1936 Palästina          | Schloßstraße 16 | 21. März 2018 | Ruth Rosenberg war die Schwester von Herbert Rosenberg. Familie Rosenberg lebte in Mirow und betrieb dort ein Textilgeschäft. Ihr Geschäft wurde in den Novemberpogromen 1938 verwüstet, nur die Briefträgerin verhinderte Schlimmeres. Sie konnten im Herbst 1938 über Argentinien ins Ausland flüchten – dadurch überlebten sie den Holocaust. |
|      | Hier wohnte Herbert Rosenberg Jg. 1914 Flucht 1938 Chile           | Schloßstraße 16 | 21. März 2018 | Herbert Rosenberg wurde am 31. Mai 1915 in Mirow geboren. |
|      | Hier wohnte Hertha Rosenberg geb. Bruhn Jg. 1915 Flucht 1938 Chile | Schloßstraße 16 | 21. März 2018 | Hertha Bruhn wurde am 31. Dezember 1915 in Berlin geboren. Am 30. Januar 1938 heiratete sie Herbert Rosenberg. |